# 兵士の物語
『兵士の物語』（へいしのものがたり、仏:  L'Histoire du soldat ）は、1918年に発表された、朗読と演劇、バレエを総合した舞台作品。ロシアの民話をもとにシャルル・フェルディナン・ラミュが台本を制作し、イーゴリ・ストラヴィンスキーが作曲した。

## 概要
舞台上、7人からなる小オーケストラと語り手、兵士、悪魔、の3人の人物が登場する（原作に台詞はないが王女の役を加えることも可能。オーケストラは弦楽器、木管楽器、金管楽器のそれぞれから高音と低音を受持つものを選び、打楽器を加えた七重奏、すなわちヴァイオリン、コントラバス、ファゴット、クラリネット、コルネット、トロンボーン、それに打楽器である。打楽器は作曲者本人の指定を多少改変したトライアングル、タンバリン、小太鼓2台に中太鼓、大太鼓にシンバルが用いられ、1人の奏者によって演奏される。この独特な編成は、作曲された第一次世界大戦直後の、人も物資も不足した状況を反映している。
多彩な作風を持つストラヴィンスキーのロシア時代と新古典主義時代の境目の作品で、題材に民族主義、規模やそれぞれの楽器のソリスティックな扱いにコンチェルト・グロッソ、またタンゴやラグタイムの活用やリズムの扱いにジャズなどのさまざまな要素が作曲者の個性によって統一された作品である。
原作はフランス語。ロシアの民話（とくにニコライ1世下の残酷な徴兵制度）を下敷きにした物語。英語版とドイツ語版も出版されている。日本語版も存在し、語り手や登場人物にさまざまなジャンルのアーティスト（たとえば観世栄夫やデーモン小暮閣下）が出演してきた。最近では筒井康隆が語り手を担当した際、語り手以外全ての登場人物の発言を語り手に集約する、言わば「ひとり語り」バージョンが新たに編集されている。

## 作曲の経緯
この曲は第一次世界大戦直後の全世界的な経済的苦境によって生み出されたものと言える。ストラヴィンスキーは1917年のロシア革命の影響でロシア国内に所有していた資産を没収される憂き目に遭い、なおかつ彼の作品を一手に担っていた出版社がベルリンにあるという状況から、作品の印税や演奏による収入を得る術が無くなってしまった。すなわち、ストラヴィンスキーは自身の経済的困難を打破するために、新たな仕事をする必要に迫られていたのである。
しかし、戦争直後の疲弊した状況下では大規模な作品の上演は到底望めないことであった。これを受けて少人数の巡業劇団クラスで上演できるような作品を考えたことにこの曲は端を発する。原作を民俗学者・アレクサンドル・アファナーシェフの編纂によるロシア民話集に求め、以前から親交のあったスイスの小説家・ラミュに脚本の執筆を依頼したのだが、ラミュはロシア語が全くわからないことから、ストラヴィンスキーが民話の内容をフランス語で口述し、それをもとにラミュが脚本化するというプロセスを経た。アファナーシェフの原作は露土戦争時代のニコライ1世による徴兵を背景としているが、ラミュ版では意図的に国籍不明にされた結果、ファウスト物語のミニアチュアに近い話になった。
作品の完成は1918年、スイスのモルジュにて。『火の鳥』以来バレエ・リュス（ロシア・バレエ団）に楽曲を提供し続けていたストラヴィンスキーが同団以外の舞台に協力したことについて、バレエ・リュスの主宰者セルゲイ・ディアギレフは激しく嫉妬したという。

## 初演
スイスのパトロンであるヴェルナー・ラインハルトの後援によって、ラミュとストラヴィンスキーの共通の友人でもあるエルネスト・アンセルメの指揮により1918年9月28日にローザンヌ劇場にて初演された。美術はルネ・オーベルジョノワが担当。朗読はエリー・ガニェバン、兵士役はガブリエル・ロッセ、悪魔役はジャン・ヴィラール（悪魔が踊るシーンのみジョルジュ・ピトエフが代役）、王女役はリュドミラ・ピトエフがそれぞれ演じた。
初演の後、実際に巡業公演を行う予定だったが、おりからのスペインかぜの大流行と、第一次世界大戦末期の混乱によって、巡業は不可能になった。
戦後、マシーンの振付、ピカソの美術によってバレエ・リュスで公演する計画が立てられたが、実現しなかった。
楽譜は1924年にチェスター社から出版され、ラインハルトに献呈された。
1924年4月にパリのシャンゼリゼ劇場で再演されたが、ひどい失敗だった。『兵士の物語』は時間をかけて少しずつ名声が上がっていった。

## あらすじと音楽

### 第1部
兵士のジョゼフが休暇に歩いて故郷を目指す。
- 兵士の行進（語り付きの軽快な行進曲）

兵士は肩に背負った袋からヴァイオリンを取り出して弾き始める。傍らには婚約者の写真。
- 小川のほとりのアリア（ヴァイオリンの活躍する行進曲風）

悪魔が老人に化けて突然現れる。字が読めないというジョゼフを丸め込んで、「金のなる」本とヴァイオリンを交換させる。その本には未来の相場情報が書かれていたのである。悪魔はさらに3日間だけ悪魔の家で本の読み方を教える代わりにヴァイオリンの弾き方を教えてもらいたいと申し出る。悪魔の家の豪奢な生活に惹かれ、ジョゼフは悪魔の馬車に飛び乗る〔兵士の行進  繰り返し〕。
旅に戻ったジョゼフはようやく故郷にたどり着く。彼を幽霊扱いする村人たち。婚約者に夫と子供がいるのを見て、悪魔の言う「3日」が実は3年であったことを悟る。
- パストラル（クラリネットの活躍するレント）

傍らの悪魔に気づき悪態をつくジョゼフ。悪魔はジョゼフに件の本を用いるように命じる〔パストラル 一部繰り返し〕。ジョゼフは本を読んで洋服商人として大成功する。しかし、彼の心は満たされず兵士であったころのきままな生活を懐かしむのであった〔小川のほとりのアリア  繰り返し〕。
ジョゼフは昔に戻る秘密を求めて本のページを繰る。
女商人に化けた悪魔がジョゼフの仕事場に現れる。商売に興味を失ったジョゼフに彼の古びたヴァイオリンを差し出す。彼は言い値で買うが、もはやヴァイオリンは鳴らない〔小川のほとりのアリア 繰り返し〕。ジョゼフはヴァイオリンを舞台袖に投げつけ、本を粉々に引き裂く。

### 第2部
ジョゼフは当てもなく旅に出る〔兵士の行進 繰り返し〕。とある酒場で国王の娘が原因不明の病気で長年床に伏しているという話を耳にする。病気を治したものはその姫と結婚できるという。ジョゼフは軍医をかたって王の城に向かう。
- 王の行進曲（金管楽器、特にコルネットの活躍する行進曲。スペインのパソドブレの様式を持つ[11]）

王宮の控えの間で、トランプで運試しをするジョゼフの前にヴァイオリンを持った悪魔が現れる。語り手は、悪魔の金を返してしまえば昔のようになれるとジョゼフをそそのかし、悪魔と賭けトランプをするように仕向ける。語り手の言う通り、勝ち続けた悪魔は倒れてしまう。ジョゼフはヴァイオリンを取り戻すと、王女の部屋へ向かう。
- 小コンサート（コルネット、クラリネット、ヴァイオリンを中心とした変拍子の行進曲）

ジョゼフは王女の部屋でヴァイオリンを弾き始める。王女はゆっくりと起き出し、寝床を出て踊り始める。
- 3つの舞曲（ヴァイオリンの技巧の冴える舞曲）
  - タンゴ
  - ワルツ
  - ラグタイム

手に手を取る王女と兵士の前に、初めて仮装なしの悪魔が現れ、2人のまわりを激しく踊り狂う。背後に王女を隠し、ジョゼフはヴァイオリンを弾く。
- 悪魔の踊り（ヴァイオリンが 16分音符を激しく刻むアレグロ）

悪魔は倒れ、王女と兵士は悪魔を舞台から引きずり去る。喜びの抱擁。
- 小さなコラール（4本の管楽器中心のコラール。ルターの有名な賛美歌「神はわがやぐら」を元にする[12]）

悪魔は頭だけ舞台裏から突き出し悪態をつく。かまわず抱擁を続けるジョゼフと王女。悪魔は国境を越えれば2人は悪魔の手に落ちる、と警告。
- 悪魔の歌（弦楽器の刻む2拍子の上に悪魔の語り）
- 大きなコラール

コラールの演奏中に次のような教訓めいた台詞が語られる。
いま持っているものに、昔持っていたものを足し合わそうとしてはいけない。
今の自分と昔の自分、両方もつ権利はないのだ。
すべて持つことはできない。
禁じられている。
選ぶことを学べ。
一つ幸せなことがあればぜんぶ幸せ。
二つの幸せは無かったのと同じ。
悪魔の警告を知りつつも望郷の念に駆られ、城を抜け出すジョゼフと王女。国境を越えた瞬間、待ち伏せた悪魔の弾くヴァイオリンに吸い込まれていくようにジョゼフは舞台から去る。
- 悪魔の勝利の行進曲（不協和音を響かせるヴァイオリンを中心とするオーケストラは、激しく打ち続ける打楽器に収束していく）

## ラミュ版とコクトー版
1962年10月にジャン・コクトーが語り手を担当した演奏の録音がなされたが（イーゴリ・マルケヴィチ指揮、アンサンブル・ド・ソリスト演奏、フィリップス・レコード）、コクトーが編集した台本には初演時のラミュ版と大きく異なる点がある。以下、コクトー版から見た違いを列挙する。
1. 第1部と第2部の区別が設けられていない。
2. 各登場人物の発言をそれぞれの役に振り直しており、結果としてオリジナルではパントマイムのみだった王女もわずかながら台詞がある。
3. 台本ではいわゆる「ト書き」になっている部分を、語り手が読み上げている。

つまり、舞台を見ずに音楽だけ聴いている人にも話の筋が解るように改められている。このため、コクトー版は舞台劇よりもラジオドラマに近い形になっている。

## 組曲版と室内楽版
全曲の上演には約1時間を要するが、演奏時間でその半分程度の組曲版（全9曲）も作られた。1920年7月20日にロンドンでエルネスト・アンセルメの指揮によって初演された。イェリー・ダラーニがヴァイオリンを弾き、好評を博した。
1. 兵士の行進曲
2. 兵士のヴァイオリン
3. パストラール
4. 王の行進曲
5. 小コンサート
6. 3つの舞曲（タンゴ・ワルツ・ラグタイム）
7. 悪魔の踊り
8. コラール
9. 悪魔の勝利の行進曲

ピアノ用の編曲もあり、チェスター社から1922年に出版された。「パストラール」を除く8曲となっている。
ストラヴィンスキー自身によりヴァイオリン、クラリネット、ピアノのための三重奏にも編曲された。この室内楽組曲版では演奏時間がさらに半分程度に縮減され、全5曲からなる。ローザンヌで1919年11月8日に初演された。
1. 兵士の行進曲
2. 兵士のヴァイオリン
3. 小コンサート
4. タンゴ・ワルツ・ラグタイム
5. 悪魔の踊り